# Río Gorgos
Der Río Gorgos oder Río Jalón (katalanisch Riu Gorgos oder Riu Xalo) ist ein Küstenfluss in der Provinz Alicante im Hinterland der Costa Blanca im spanischen Südosten, nördlich des bekannten Badeortes Benidorm.

## Verlauf
Der an seinem Oberlauf auch Ríu Castells genannte Fluss entspringt in einer kargen Berg- und Felslandschaft. Er trocknet manchmal aus, schwillt aber nach heftigen oder langanhaltenden Regenfällen deutlich an. Er fließt konstant in östliche Richtungen und mündet schließlich in der Nähe des Küstenortes Javéa (katalanisch Xàbia) ins Mittelmeer.

## Weblinks

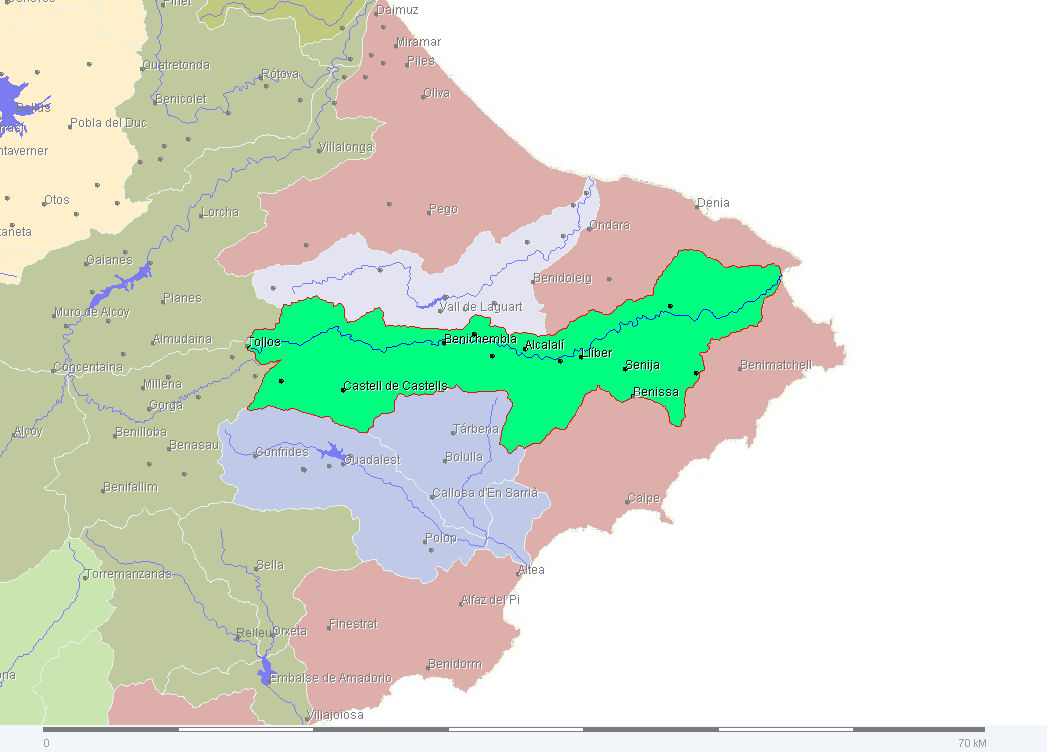
Einzugsgebiet (cuenca) des Río Gorgos

## Orte am Fluss
- Benichembla / Benigembla
- Alcalalí
- Xaló
- Llíber
- Gata de Gorgos
- Xàbia / Javéa